# Бертештій-де-Жос
Бертештій-де-Жос (рум. Berteștii de Jos) — село у повіті Бреїла в Румунії. Адміністративний центр комуни Бертештій-де-Жос.
Село розташоване на відстані 138 км на схід від Бухареста, 50 км на південь від Бреїли, 101 км на північний захід від Констанци, 69 км на південь від Галаца.

## Населення
За даними перепису населення 2002 року у селі проживали 930 осіб.
Національний склад населення села:
| Національність | Кількість осіб | Відсоток |
| -------------- | -------------- | -------- |
| румуни         | 811            | 87,2%    |
| цигани         | 115            | 12,4%    |

Рідною мовою назвали:
| Мова      | Кількість осіб | Відсоток |
| --------- | -------------- | -------- |
| румунська | 847            | 91,1%    |
| циганська | 79             | 8,5%     |